# 김영수 (1933년)
김영수(金永秀)는 1933년 3월 20일 경상북도 상주시 함창읍에서 태어났으며, 중앙대학교 문리대학교 국문과를 학사 학위하였다. 그는 문학평론가이자 대학 교수로 활동하였다.

## 경력
1963년 중앙대학교 국문과를 학사 학위한 후 중앙대학교 대학원에서 문학 박사를 수료하였다. 현대문학지에서 문학평론가로 잠시 활동한 그는 청주대학교에서 문학 교수를 하였고, 청주대학교 인문대학교 학장을 역임하였다. 그는 한국문인협회 회원, 국제펜클럽한국본부 회원, 한국문학평론가협회 이사, 청주대학교 중앙도서관장, 중부매일신문 논설위원, 충청어문학회 회장 등 다양한 직책들을 맡았다.
수상경력으로는 국제 피플 두 피플 봉사 대상, 대통령 표창장(1987), 청석학술상(1990), 한국문화평론가협회상(1990), 충청북도 문화상(예술부문)(1992), 대통령 훈장(동백장)(1998) 등 다수가 있다.
2000년 『한국문학 그 웃음의 미학』으로 37회 한국문학상을 수상하였다.

## 저서
- 상황과 색채의 영상 (1976)
- 문장론 (1983)
- 사랑의 철학 (1984)
- 한국 문학의 맥락 (1988)
- 예술사회학 (1989)
- 웃음과 세월의 풍경화 (1993)
- 한국문학 그 웃음의 미학 (2000)